# Saint-Genest-Lerpt
Saint-Genest-Lerpt – miejscowość i gmina we Francji, w regionie Owernia-Rodan-Alpy, w departamencie Loara. Nazwa miejscowości pochodzi od imienia św. Genezjusza.
Według danych na rok 1990 gminę zamieszkiwały 5482 osoby, a gęstość zaludnienia wynosiła 432 os./km² (wśród 2880 gmin regionu Rodan-Alpy Saint-Genest-Lerpt plasuje się na 157. miejscu pod względem liczby ludności, natomiast pod względem powierzchni na miejscu 925.).

## Populacja

Populacja Saint-Genest-Lerpt w latach 1962-2008